# Партія домініону (Південна Африка)

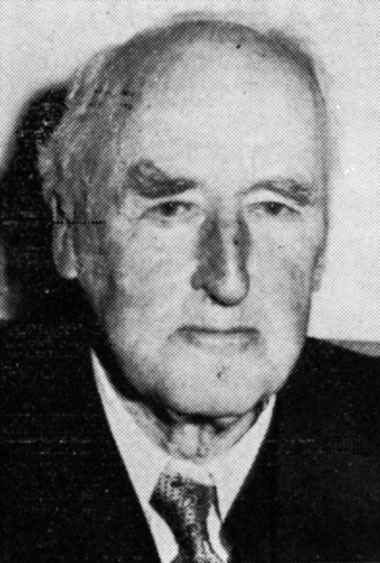
Пол. Чарльз Стеллард, одноосібний лідер Партії домініону.

Партія домініону (англ. Dominion Party) була південноафриканською політичною партією, створеною в кінці жовтня 1934 року незадоволеними членами Південноафриканської партії, коли ця партія об'єдналася з Національною партією, щоб сформувати Об'єднану національну південноафриканську партію, зазвичай звану «Об'єднана партія».
Його формування відбулося в основному через недовіру до мотивів тодішнього прем'єр-міністра Дж.Б.М. Герцога та нової африканерській націоналістичної фракції, яку він ввів до Об'єднаної партії. Партія була створена головним чином для підтримки "британського зв'язку" Південної Африки (в 1938 році вона проводила кампанію, щоб зберегти Юніон Джек і Боже, бережи короля, у 1939 році щоб вступити до Другої світової війни на боці Британії) і особливо окремості британської культури Наталю. Партія отримала 8 місць на загальних виборах 1938 року й втратила одне в 1943 році. Вона не отримала місця на виборах 1948 та зникла з національної політики. Головою партії домініонів був полковник Ч.Ф. Стеллард, який пізніше обіймав посаду міністра гірничорудної промисловості під час другого уряду Яна Смутса. Можна сказати, що вихід Герцога і його прихильників з уряду ОП в 1939 році зробив партію зайвої, пояснюючи її подальший занепад.

## Розподіл місць в палаті зібрань ПАС
| Рік  | %    | Місця |
| ---- | ---- | ----- |
| 1938 | 6,3% | 8     |
| 1943 | 3,3% | 7     |